# Virginia True Boardman
Virginia True Boardman o Virginia Eames (nata Margaret Shields; Fort Davis, 23 maggio 1889 – Hollywood, 10 giugno 1971) è stata un'attrice statunitense del muto.

## Biografia
Nata Margaret Shields nel Texas, a Fort Davis, nel 1889, iniziò a recitare nel 1906 con il nome Virginia Eames, usando il cognome della madre. Dal 1911 al 1936 apparve in oltre cinquanta film.
Pur avendo avuto un buon successo dopo i suoi esordi, all'avvento del sonoro la sua carriera, come accadde a molti attori del muto, si arenò.

## Vita privata
Si sposò con un collega, l'attore True Boardman, di cui assunse il nome. Dal loro matrimonio, che sarebbe durato fino alla morte di lui, nel 1918, nacque un figlio, True Eames Boardman che, dopo aver tentato la strada di attore, diventò uno scrittore di testi per il cinema, la radio e la televisione. La pronipote Lisa Gerritsen è una ex attrice bambina che lavorò soprattutto in televisione.
Virginia True Boardman morì il 10 giugno 1971 a Hollywood, all'età di 82 anni in seguito a un attacco cardiaco. Venne sepolta al Forest Lawn Memorial Park di Glendale. Sulla targa del Great Mausoleum compare anche il suo nome alla nascita.

## Filmografia
- The Mission Worker, regia di Joseph A. Golden - cortometraggio(1911)
- The New Editor, diretto da Joseph A. Golden (1911)
- Two Lives, regia di Joseph A. Golden - cortometraggio (1911)
- The Warrant, regia di Joseph A. Golden - cortometraggio (1911)
- The Tomboy on Bar Z, regia di Gilbert M. 'Broncho Billy' Anderson (1912)
- The Mother of the Ranch, regia di Arthur Mackley (1912)
- The Boss of the Katy Mine, regia di Arthur Mackley (1912)
- The Miner's Request, regia di Arthur Mackley (1913)
- Old Gorman's Gal, regia di Arthur Mackley (1913)
- The Sheriff's Wife, regia di Arthur Mackley (1913)
- Two Western Paths, regia di Arthur Mackley (1913)
- A Hot Time in Snakeville, regia di Roy Clements (1914)
- Snakeville's Most Popular Lady, regia di Roy Clements (1914)
- Sophie's Fatal Wedding, regia di Roy Clements (1914)
- Broncho Billy's Sentence, regia di Gilbert M. 'Broncho Billy' Anderson (1915)
- The Light of Western Stars, regia di Charles Swickard (1918)
- The Railroader
- The House of Intrigue, regia di Lloyd Ingraham (1919)
- Where's My Wandering Boy Tonight?, regia di James P. Hogan e Millard Webb (1922)
- Penrod, regia di Marshall Neilan (1922)
- Il fabbro del villaggio (The Village Blacksmith), regia di John Ford (1922)
- A Blind Bargain, regia di Wallace Worsley (1922)
- The Third Alarm, regia di Emory Johnson (1922)
- Tre salti in avanti (Three Jumps Ahead), regia di John Ford (come Jack Ford) (1923)
- The Town Scandal, regia di King Baggot (1923)
- Michael O'Halloran, regia di James Leo Meehan (1923)
- Barefoot Boy, regia di David Kirkland (1923)
- The Gunfighter, regia di Lynn Reynolds (1923)
- Pioneer Trails
- The Mailman, regia di Emory Johnson (1923)
- A Girl of the Limberlost
- The Tomboy, regia di David Kirkland (1924)
- The Red Rider, regia di Clifford Smith (1925)
- The Home Maker, regia di King Baggot (1925)
- The Test of Donald Norton, regia di B. Reeves Eason (1926)
- Down the Stretch, regia di King Baggot (1927)
- Speedy Smith
- The King of the Jungle
- The Lady Lies
- Scareheads
- The Trial of Vivienne Ware, regia di William K. Howard (1932)
- The Penal Code
- Sister to Judas
- One Year Later, regia di E. Mason Hopper (1935)
- The Big Chance
- Pardon My Pups
- Managed Money
- The Road to Ruin, regia di Dorothy Davenport e Melville Shyer (1934)
- Vigliaccheria
- Choose Your Partners
- Avventura messicana
- The Crime Patrol
- Il cavaliere senza paura (The Fugitive Sheriff), regia di Spencer Gordon Bennet (1936)
- Brand of the Outlaws

## Galleria d'immagini

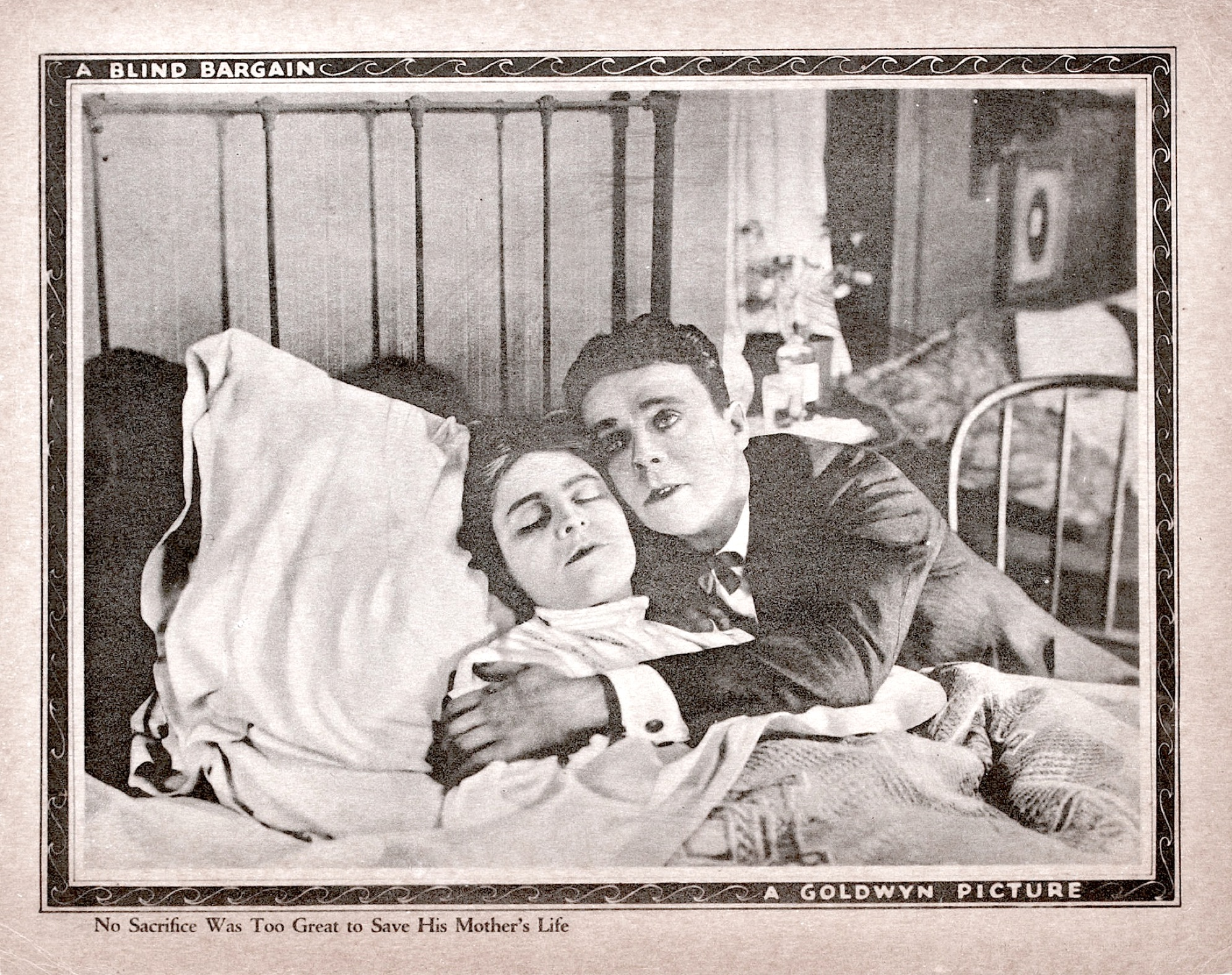
A Blind Bargain, con Raymond McKee (1922)
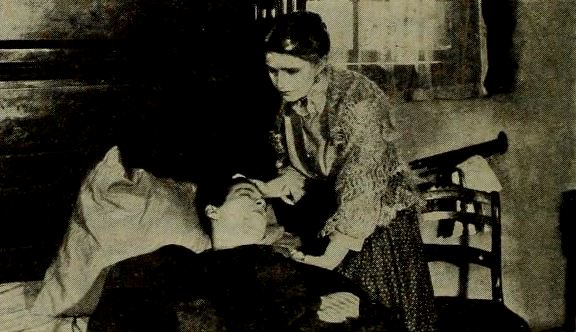
Where's My Wandering Boy Tonight? (1922)
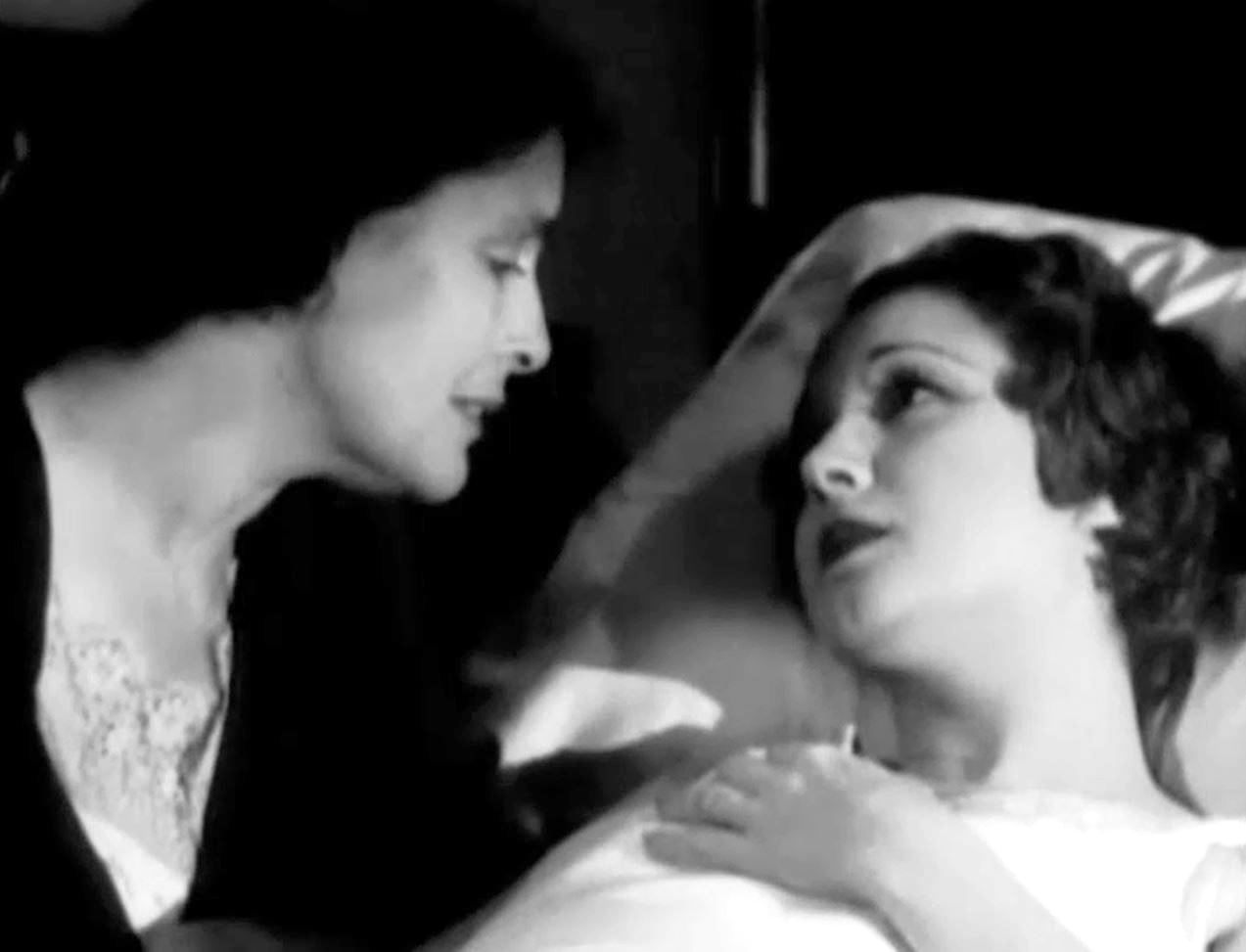
The Road to Ruin, con Helen Foster (1934)